# Богданлия
Богданлия (болг. Богданлия) — село в Болгарии. Находится в Софийской области, входит в общину Елин-Пелин. Население составляет 107 человек (2022).

## Политическая ситуация
Богданлия подчиняется непосредственно общине и не имеет своего кмета.
Кмет (мэр) общины Елин-Пелин — Галя Симеонова Георгиева (Граждане за европейское развитие Болгарии (ГЕРБ)) по результатам выборов.